# موگلن
شهر موگلن (به آلمانی: Mügeln) در ایالت زاکسن در کشور آلمان واقع شده‌است.